# خديجة ساي
خديجة محمدو ساي (بالإنجليزية: Khadija Saye)‏ أو يا هادي سيسي ساي فنانة فوتواغرافية غامبية-بريطانية. ساي كانت أصغر مصورة تعرض في جناح الشتات ببينالي البندقية 2017. تناولت أعمالها هويتها الخاصة كغامبية بريطانية، وحفظت أحد أعمالها في متحف الفنون (تيت بريطانيا). توفيت ساي 14 يونيو 2017 في حادثة حريق برج غرينفيل غرب العاصمة البريطانية لندن.

## وصلات خارجية
- الموقع الرسمي.
- فيديو وثائقي BBC.